# Андрей Стоянов (революционер)
Вижте пояснителната страница за други личности с името Андрей Стоянов.
Андрей Стоянов е български революционер, велешки селски войвода от Вътрешната македоно-одринска революционна организация.

## Биография
Андрей Стоянов е роден през 1871 година във велешкото село Ореше, тогава в Османската империя. Присъединява се към ВМОРО и ръководи селския революционен комитет. Войвода е на селската чета от Ореше и участва в борбата против сръбската пропаганда в Македония. Заловен е от сръбска чета, изтезаван и убит в местността Петкана череша край Ореше през 1906 година.